# サブディビジョンサーフェス

立方体を制御メッシュとしてCatmull–Clark subdivisionを適用した図。図はそれぞれ、制御メッシュを1回分割したもの、2回分割したもの、3回分割したものであり、下段は極限曲面である。

サブディビジョンサーフェス（細分割曲面）とは、ポリゴンメッシュを規則的に分割することで得られる曲面である。この分割操作を細分割手法と呼び、初期のポリゴンメッシュを制御メッシュと呼ぶ。3次元コンピュータグラフィックスの分野で広く用いられている。本来、ポリゴンメッシュの分割操作を無限回繰り返した極限曲面が細分割曲面であるが、数回の分割操作でも十分な近似曲面を生成できる。有機的な形状のモデリングには適しているが、鋭角なエッジの表現は困難であるため、3次元CADでの利用は少ない。

## 代表的な細分割手法
細分割手法は近似と補間の２つに分類することができる。極限曲面が、制御メッシュの頂点を通るものが補間細分割手法、通らないものが近似細分割手法である。

### 近似細分割手法
- Catmull–Clark subdivision (1978)は任意のポリゴンメッシュに適用できる。すなわち、制御メッシュは四角形に限らず、三角形や五角形などが混在していても良い。ただし、生成されるポリゴンメッシュは四角形のみで構成される。極限曲面は一様双3次B-spline曲面を一般化したものになり、特異点を除いてC2連続が保証される。特異点においてはC1連続を満たす(Peters and Reif 1998)。また、Stamが提案した手法(1998)により、極限曲面をパラメータ化することができる。これにより、分割を繰り返すことなく、極限曲面をパラメトリック曲面として扱うことが可能である。名称は開発者のエドウィン・キャットマル（ピクサー初代社長）およびジム・クラーク（SGI・ネットスケープ創業者）に由来する。後にピクサーにおいて頂点ウェイトで形状制御する手法が追加され、2012年よりオープンソースのライブラリ「OpenSubDiv」が公開されて多くの3DCGソフトウェアで採用されている。
- Doo–Sabin subdivision (1978)は、細分割曲線生成手法であるChaikin's corner-cutting methodの考えを曲面に応用したものである。極限曲面は一様双2次B-spline曲面を一般化したものになり、どのような制御メッシュであってもC1連続となる。
- Loop subdivision (1987)は三角形で構成されたポリゴンメッシュに適用できる。分割して生成されるポリゴンメッシュの面も三角形になる。極限曲面はは4次のBox-splineを一般化したもので、特異点を除いてC2連続を満たし、特異点においてはC1連続が保証される。また、極限曲面をパラメトリック曲面として扱う手法(Stam 1999)が存在する。

### 補間細分割手法
- Butterfly subdivision (1990)は三角形で構成されたポリゴンメッシュに適用できる。
- Modified Butterfly subdivision (1996)は三角形で構成されたポリゴンメッシュに適用できる。上記のButterfly subdivision scheme を改良したものである。